# Congo Hold-Up
Pour les articles homonymes, voir Congo.
Ne doit pas être confondu avec Hold-up (film, 2020).
Le Congo Hold-Up est la plus grande fuite de données sur le continent africain. 

## Contexte
Congo Hold-Up est un grand dossier journalistique coordonné par le réseau European Investigative Collaborations (EIC) et basé sur la fuite de 3,5 millions de documents obtenus notamment par la Plateforme de protection des lanceurs d'alerte en Afrique (PPLAAF). Il révèle comment l'ancien président Joseph Kabila et son entourage ont détourné des fonds publics via la banque privée BGFIBank.
La république démocratique du Congo et la Belgique sont historiquement liées et de nombreuses entreprises belges y sont actives. Parmi les nombreux Belges cités, le nom de l'entrepreneur belge Philippe de Moerloose figure avec des intermédiaires financiers suisses. Des membres de la famille de Joseph Kabila (président de la république démocratique du Congo de 2001 à 2019) et leurs confidents sont accusés d'avoir détourné au moins 138 millions de dollars de fonds publics (y compris de la banque centrale du pays durant sa présidence, des sociétés minières d'État, des fonds de construction de routes, de la commission électorale).

## Contenu
L'étude Congo Hold-Up, composée de documents obtenus par William Bourdon, de la Plateforme de protection des lanceurs d'alerte en Afrique (PPLAAF) et Edwy Plenel, du site d’information français Mediapart, révèle l’existence d’un réseau de sociétés, indépendantes de Congo Futur, filiale congolaise de la banque BGFI servant à détourner des fonds publics et piller la richesse des matières premières en république démocratique du Congo (RDC).
Glory Group et la société immobilière Simmokin, la Société congolaise de construction moderne (SCCM) et l’entreprise d’exploitation forestière Cotrefor contrôlées, dans les faits, par le Libanais Youssef Sleiman, ont les mêmes adresses à Kinshasa, au Congo.

## Suites judiciaires
Le lendemain de la parution de cette enquête, Rose Mutombo Kiese, ministre de la Justice de la RDC, demande au procureur près la Cour de cassation d'« ouvrir une instruction judiciaire » pour enquêter sur ces accusations.
Une enquête pour « blanchiment aggravé de détournement de fonds publics » est ouverte en France par le parquet national financier en juin 2022. Elle s'intéresse aux flux financiers entre la branche congolaise et la branche européenne, basée à Paris, de BGFIBank.

## Médias et ONG participants
À partir de novembre 2021, d'autres passages de Congo Hold-Up sont publiés, fruit de mois de recherche et d'une alliance de médias et d'ONG.
- Plateforme de protection des lanceurs d'alerte en Afrique
- L'Orient Le Jour
- De Standaard
- NRC
- Mediapart
- EIC
- Radio France Internationale
- Bloomberg
- Le miroir
- Politique
- Le Soir
- Tribune de Genève
- RTS